# Club Social y Deportivo Parque
El Club Social y Deportivo Parque es una institución deportiva argentina ubicada en el barrio Villa del Parque (Buenos Aires), fundada el 25 de mayo de 1949. Se destaca en el ámbito del fútbol sala, aunque además tiene otros deportes. Actualmente participa en la tercera división del Campeonato de Futsal AFA. A pesar de ser un club humilde, estuvo involucrado en la formación de reconocidos jugadores a nivel internacional.

## Historia

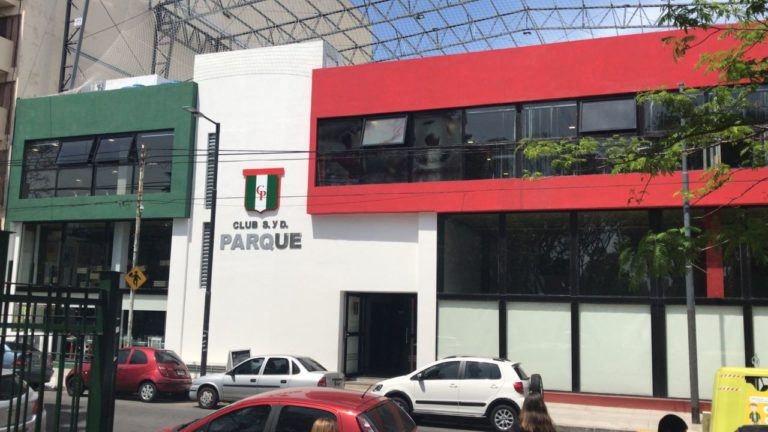
Frente del Club Parque

El club es reconocido por ser un formador de jugadores que posteriormente jugaron nivel internacional como Sergio Batista, Juan Pablo Sorín, Esteban Cambiasso, Fernando Redondo, Carlos Tévez, Fernando Gago, Diego Maradona, Juan Román Riquelme, Leandro Paredes o Alexis Mac Allister.

### Vínculos con Argentinos Juniors y Boca Juniors
Los vínculos con los clubes empezaron por los años 1980: Ramón Maddoni entrenador del club, fue llamado por Argentinos Juniors con el objetivo de llevar chicos prometedores a Argentinos Jrs. Ramón seleccionó y se llevó una gran cantidad de chicos de Parque, entre ellos Diego Placente, Juan Pablo Sorín, Diego Markic, Leonel Gancedo, Fernando Redondo y Federico Insúa, que pasaron al equipo de La Paternal y empezaron con su formación. A lo largo de 17 años, Parque brindó los mejores jugadores a Argentinos Juniors, pero recibían poco dinero a cambio.
En 1996, Boca Juniors compró un par de jugadores a Argentinos Juniors, entre los que se encontraban Juan Román Riquelme, Fabricio Coloccini, César La Paglia y tres jugadores más. Cuando el Xeneize vio el rendimiento de los jóvenes, vio una oportunidad única para incorporar nuevos jugadores.
Fue así como Mauricio Macri, por ese entonces presidente de Boca, firmó un contrato con el Club Parque para incorporar jugadores de ese club a cambio de un pago mensual y del 5% de una futura venta.{{<cr}} Durante los 90 Lucas Viatri, Nicolás Colazo, Emiliano Insúa y Emanuel Insúa pasaron al Xeneize. El contrato duró hasta el año 2010, cuando el nuevo presidente de Boca Juniors, Daniel Angelici, suspendió las relaciones con Parque, lo que conllevó una crisis económica que obligó a suspender las reformas del club por falta de fondos. Desde entonces, el Club Parque no posee ningún contrato con ninguna institución de fútbol profesional.

El Club Parque debió cerrar sus puertas en 2010 y se mantuvo así hasta el 2017. Se había empezado un proyecto de reforma y debido a la falta de fondos se vio interrumpida. Los chicos, padres y profesores estuvieron por varios clubes y complejos entrenando durante todo ese tiempo.
La obra se interrumpió debido a que se cayó un contrato que tenía el Club Parque con el Club Atlético Boca Juniors. La dirigencia del Xeneize, con Mauricio Macri al mando, efectuaba un pago mensual y les brindaba el 5% de la venta de los chicos surgidos de Parque. A cambio de ese pago todos los jugadores prometedores iban a las inferiores de Boca Juniors. Todo se derrumbó con la llegada de Daniel Angelici a la presidencia del club, quebró el contrato y Parque se vino abajo.
La salvación del club llegó de la mano de César La Paglia (exjugador del club) y el apoyo de toda la gente que integra Parque.
La inauguración oficial del club fue el 15 de agosto del 2017. Todo el edificio fue renovado, se hizo un frente moderno, instalaciones amplias y una mejor luminosidad.

## Palmarés
- Primera B: 1 (1999)

## Datos del club
- Temporadas en Primera División: 10 (2000 — 2005; 2008 — 2011)
- Temporadas en Primera B: 11 (1998; 1999; 2006; 2007; 2012 — 2018)
- Temporadas en Primera C: 6 (2019 — )